# فيليب إتش ألستون
فيليب إتش ألستون (بالإنجليزية: Philip H. Alston)‏ هو محامي أمريكي، ولد في 19 أبريل 1911، وتوفي في 2 مارس 1988.